# مانزوله
مانزوله شهری در شهرستان باگاسی در استان باله در بورکینافاسوی جنوبی است و جمعیت آن ۲۷۹ نفر است.